# Улица Расплетина
Улица Распле́тина (в 1948—1967 — 4-я улица Октябрьского поля) — улица на северо-западе Москвы в районе Щукино Северо-Западного административного округа между улицами Берзарина и Маршала Рыбалко.

## Происхождение названия
Получила современное название 2 декабря 1967 года в честь академика А. А. Расплетина (1908—1967) — Героя Социалистического Труда, ученого и конструктора, специалиста в области радиотехники и электроники (мемориальная доска не сохранилась). В 1948—1967 году носила название 4-я улица Октябрьского поля, по своему расположению на Октябрьском (Ходынском) поле].

## История
Улица была проложена в 1948 году во время застройки Октябрьского поля (части бывшего Ходынского поля). До 1967 года — 4-я улица Октябрьского Поля. Первоначально (в XIX — начале XX в.) часть Ходынского поля, где проводились учения войск, стоявших в Ходынских военных лагерях, называлась Военное поле. В 1922 году в ознаменование Октябрьской революции поле переименовали в Октябрьское.

## Описание

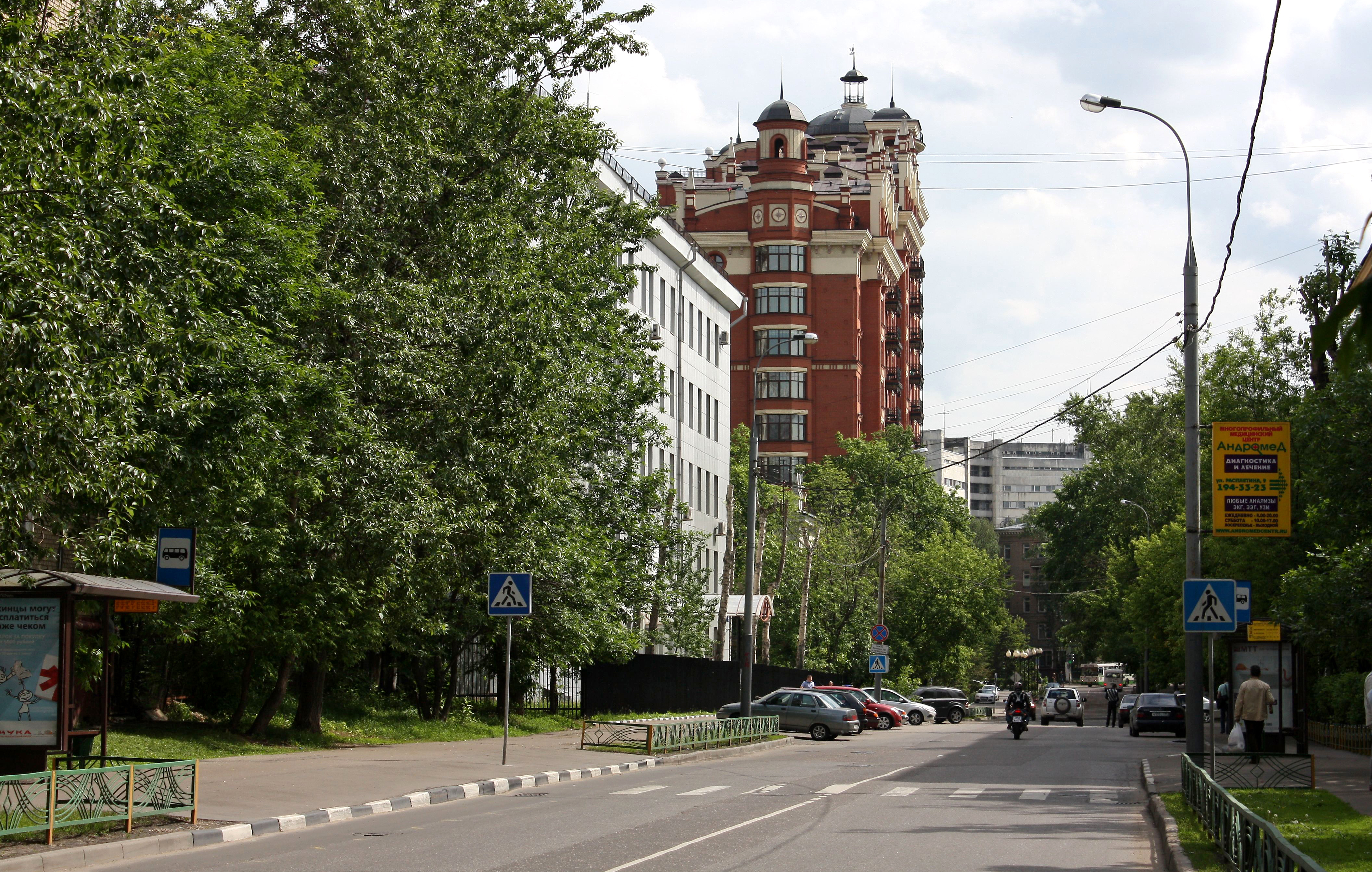
Вид в сторону улицы Маршала Соколовского.

Улица Расплетина начинается от улицы Берзарина, проходит сначала на северо-восток, затем поворачивает на север, справа к ней примыкают улицы Маршалов Вершинина, Соколовского, Конева, после чего улица выходит к Маршала Бирюзова, где делится на два рукава, образуя с последней небольшую площадь. Правая сторона пересекает улицу Маршала Бирюзова и заканчивается на улице Маршала Рыбалко.

## Примечательные здания и сооружения
по нечётной стороне:
- № 5 — Институт приборостроения